# Bernard Parker
Pour l’article homonyme, voir Parker.
Bernard Parker est un footballeur international sud-africain, né le 16 mars 1986 à Boksburg en Afrique du Sud. Il joue actuellement au poste d'attaquant au Kaiser Chiefs FC.

## Biographie
Bernard Parker grandit dans un quartier malfamé de Boksburg, mais il est très vite remarqué par ses qualités de courses tout d'abord puis par le football où il joue pour trois clubs sud africains.
Le 26 mai 2007, il fait sa première sélection avec l'équipe nationale sud africaine contre le Malawi (0-0).
En 2008, il fait un essai pour l'équipe polonaise du KP Legia Varsovie mais il n'est finalement pas conservé. Il retourne donc à Durban dans le club de Thanda Royal Zulu.
Le 30 octobre 2008, contre le Malawi en match amical il marque ses 1er et deuxième buts avec les bafanas bafanas.
En janvier 2009, il est transféré en Europe pour jouer en Serbie au FK Étoile rouge de Belgrade pour 800.000 euro. Le 17 juin 2009, en Coupe des confédérations 2009 il marque un doublé contre Nouvelle-Zélande et fait gagner son équipe (2-0).
En juillet 2009, il signe un contrat de 4 ans au FC Twente.
Le 19 janvier 2011, il est prêté jusqu'à la fin de saison au Panserraikos Football Club. Le 28 juillet 2011, il retourne en Afrique du Sud et signe dans le club de Kaiser Chiefs FC.

## Buts internationaux
|     | Date              | Lieu                                               | Adversaire       | Résultat | Compétition                   |
| --- | ----------------- | -------------------------------------------------- | ---------------- | -------- | ----------------------------- |
| 1.  | 30 septembre 2008 | Germiston Stadium, Germiston, Afrique du Sud       | Malawi           | 3-0      | Match amical                  |
| 2.  | 30 septembre 2008 | Germiston Stadium, Germiston, Afrique du Sud       | Malawi           | 3-0      | Match amical                  |
| 3.  | 15 octobre 2008   | Free State Stadium, Bloemfontein, Afrique du Sud   | Ghana            | 2-1      | Match amical                  |
| 4.  | 19 novembre 2008  | FNB Stadium, Johannesburg, Afrique du Sud          | Cameroun         | 3-2      | Tournoi Nelson Mandela        |
| 5.  | 28 mars 2009      | Royal Bafokeng Stadium, Rustenburg, Afrique du Sud | Norvège          | 2-1      | Match amical                  |
| 6.  | 17 juin 2009      | Royal Bafokeng Stadium, Rustenburg, Afrique du Sud | Nouvelle-Zélande | 2-0      | Coupe des confédérations 2009 |
| 7.  | 17 juin 2009      | Royal Bafokeng Stadium, Rustenburg, Afrique du Sud | Nouvelle-Zélande | 2-0      | Coupe des confédérations 2009 |
| 8.  | 16 mai 2010       | Stade Mbombela, Nelspruit, Afrique du Sud          | Thaïlande        | 4-0      | Match amical                  |
| 9.  | 31 mai 2010       | Stade Peter-Mokaba, Polokwane, Afrique du Sud      | Guatemala        | 5-0      | Match amical                  |
| 10. | 4 septembre 2010  | Stade Mbombela, Nelspruit, Afrique du Sud          | Niger            | 2-0      | Qualifications CAN 2012       |

## Palmarès
- FC Twente
  - Championnat des Pays-Bas
    - Vainqueur : 2010.

  - Supercoupe des Pays-Bas
    - Vainqueur : 2010.
- Kaizer Chiefs
  - Championnat d'Afrique du Sud
    - Vainqueur : 2013

  - Coupe d'Afrique du Sud
    - Vainqueur : 2013 et 2015

## Carrière
| Saison      | Club              | Pays                | Championnat         | Coupes nationales | Coupes d’Afrique/Europe | Sélection Afrique du Sud |
| ----------- | ----------------- | ------------------- | ------------------- | ----------------- | ----------------------- | ------------------------ |
| 2004 - 2005 | Hellenic FC       | Mvela Golden League | 16 matchs           | -                 | -                       | -                        |
| 2005 - 2006 | Benoni            | Mvela Golden League | 30 matchs / 9 buts  | -                 | -                       | -                        |
| 2006 - 2007 | Benoni            | ABSA Premiership    | 28 matchs / 5 buts  | -                 | -                       | 4 matchs                 |
| 2007 - 2008 | Thanda Royal Zulu | ABSA Premiership    | 28 matchs / 5 buts  | -                 | -                       | 7 matchs / 4 buts        |
| 2008 - 2009 | Thanda Royal Zulu | ABSA Premiership    | 14 matchs / 10 buts | -                 | -                       | -                        |
| 2008 - 2009 | ER Belgrade       | Jelen Superliga     | 16 matchs / 6 buts  | -                 | -                       | 9 matchs / 3 buts        |
| 2009 - 2010 | FC Twente         | Eredivisie          | 14 matchs           | 5 matchs / 2 buts | 6 matchs (C3)           | 11 matchs / 2 buts       |
| 2010 - 2011 | FC Twente         | Eredivisie          | 3 matchs            | 3 matchs / 1 but  | -                       | 4 matchs / 1 but         |
| 2010 - 2011 | Panserraikos FC   | Superleague Elláda  | 12 matchs / 1 but   | -                 | -                       | 4 matchs                 |
| 2011 - 2012 | Kaiser Chiefs FC  | ABSA Premiership    | 9 matchs / 1 but    | -                 | -                       | 3 matchs                 |

Dernière mise à jour le 16 novembre 2011